# Nijefurd

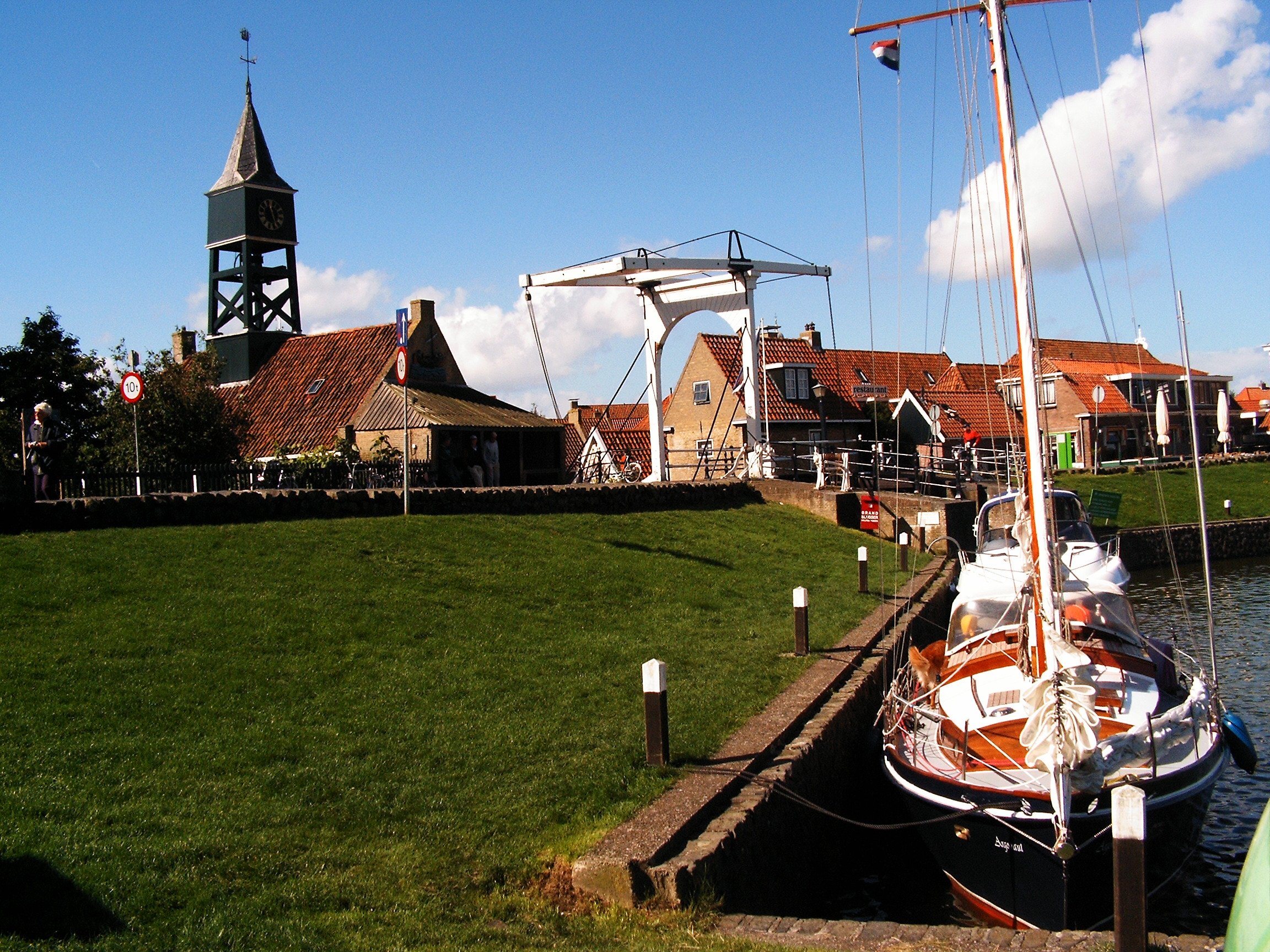
Hindeloopen i Nijefurd.

Nijefurd var en kommun i provinsen Friesland i Nederländerna. Kommunens totala area var 289,17 km² (där 192,49 km² är vatten) och invånarantalet är på 10 931 invånare (2005). Kommunen gick 1 januari 2011 upp i Súdwest-Fryslân och upphörde därmed som kommun.